# Сарказъм
Сарказмът (на гръцки: σαρκασμός от на гръцки: σαρκάζω, буквално „разкъсване на плътта“) е вид сатирично инкриминиране, язвителна насмешка, най-високата степен на ирония.
Сарказмът е подигравка, която може да се открие в положителна оценка, но като цяло винаги има негативна конотация и се отнася към недостатъка на човек, предмет или явление. Както и сатирата, сарказмът включва в себе си борба с враждебни явления от действителността чрез осмиването им. Негови отличителни черти са безпощадността и остротата на изобличаване. За разлика от иронията, в сарказма се изразява най-висока степен на недоволство, ненавист. Сарказмът никога не е типичен прийом на комедиант, разкриващ смешна действителност, и който винаги я показва с определена степен на съчувствие и симпатия.